# Edward Bowater

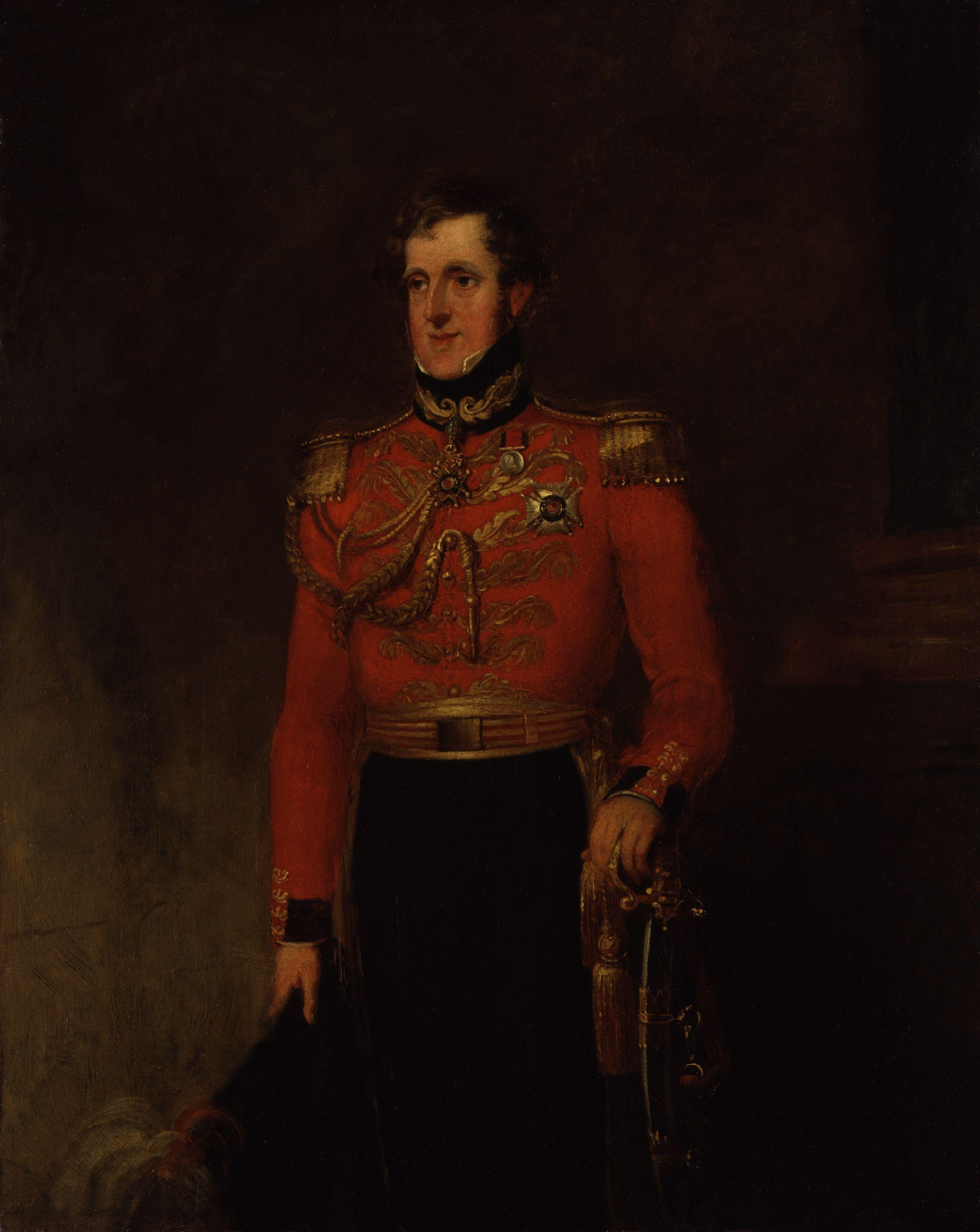
Porträt von Edward Bowater (1837–1840), Öl auf Leinwand, William Salter

Sir Edward Bowater KCH (* 1787 in St James’s Palace, London; † 14. Dezember 1861 in Cannes, Frankreich) war ein britischer Offizier und Höfling.

## Leben

### Herkunft und Abstammung, frühes Leben
Bowater entstammt einer Familie aus Coventry und war der einzige Sohn des Admirals Edward Bowater. Seine Mutter Louisa war die Tochter von Thomas Lane und Witwe von George Edward Hawkins, der als Chirurg unter König Georg III. gedient hatte. Er wurde an der Harrow School erzogen und ging dann an die University of Oxford, wo er mit einem Doktor des Zivilrechts abschloss.

### Karriere bei der Armee
Er trat 1804 als Ensign der 3rd Foot Guards in die britische Armee ein. Bowater war in der Schlacht von Kopenhagen dabei und wurde dann mit seinem Regiment nach Portugal versetzt. Er schloss sich der Einnahme von Porto an und nach der Schlacht bei Talavera, in der er verwundet wurde, erwarb er im August 1809 einer Beförderung zum Lieutenant. Im Dezember ging er zurück nach England, kehrte aber nach zwei Jahren zu den napoleonischen Kriegen auf der Iberischen Halbinsel zurück. Im Juli 1812 kämpfte er in der Schlacht bei Salamanca und im Oktober bei der Belagerung von Burgos. Im folgenden Jahr nahm Bowater im Juni an der Schlacht bei Vitoria teil und wurde dann bis September 1813 zur Belagerung von San Sebastián kommandiert. Einen Monat später diente er in der Schlacht am Bidassoa und im Dezember war er an den Kämpfen der Schlacht an der Nive beteiligt.
Bowater wurde 1814 zum Captain und Lieutenant-Colonel befördert und erhielt das Kommando über eine Kompanie, und als Napoleon 1815 aus seinem Exil zurückkehrte, führte er seine Männer in der Schlacht bei Quatre-Bras. Im Juni wurde er in der Schlacht bei Waterloo erneut verwundet. 1826 wurde Bowater zum Colonel und 1837 zum Major-General befördert, woraufhin er zum Knight Commander des Royal Guelphic Order ernannt wurde. Im April 1846 wurde er Colonel des 49th Regiments of Foot und wurde im November Lieutenant-General. 1854 wurde er zum General befördert.

### Am Hofe
Bowater wurde 1832 zum Stallmeister von König Wilhelm IV. ernannt. Diese Position behielt er bis zum Tod des Königs sechs Jahre später inne. 1840 wurde er bei Prinz Albert von Sachsen-Coburg und Gotha aufgenommen, der kurz zuvor an den Hof gekommen war, bis er 1846 zum Unterkammerherr in Diensten von dessen Frau Königin Victoria ernannt wurde. Er wohnte in der Thatched House Lodge.

### Privatleben
1839 heiratete Bowater Emilia Mary Barne, die Tochter des Unterhausabgeordneten und Colonel der British Army Michael Barne. Mit ihr hatte er eine Tochter, Louisa Mary Bowater (1842–1913), die 1869 Rainald Knightley, 1. Baron Knightley, heiratete. Bowater starb nach kurzer Krankheit 1861 in Cannes, am selben Tag wie sein ehemaliger Herr, der Prinzgemahl, während er dessen Sohn Prinz Leopold auf einem Aufenthalt begleitete.